# Dennis Spies

Bischofswappen von Dennis Spies

Dennis Edward Spies (* 5. März 1968 in Clifton, Illinois) ist ein US-amerikanischer römisch-katholischer Geistlicher und Weihbischof in Joliet in Illinois.

## Leben
Dennis Spies wuchs in Ashkum auf. Er besuchte zunächst die dortige Grundschule und später die Central High School in Clifton. Ein anschließendes Studium der Agrarökonomie an der Southern Illinois University Carbondale schloss er 1990 mit einem Bachelor of Science ab. Danach arbeitete er im landwirtschaftlichen Betrieb seiner Familie in Ashkum und betrieb einen Sojabohnenhandel. Daneben engagierte er sich als Gruppenleiter im National Evangelization Team (NET). Ab 1997 studierte Spies Philosophie und Katholische Theologie an der University of Saint Mary of the Lake in Mundelein. Dort erlangte er einen Bachelor im Fach Liturgiewissenschaft und 2002 einen Master of Divinity. Am 1. Juni 2002 empfing er in der Kathedrale St. Raymond Nonnatus in Joliet durch den Bischof von Joliet in Illinois, Joseph Leopold Imesch, das Sakrament der Priesterweihe für das Bistum Joliet in Illinois.
Nach der Priesterweihe war Spies zunächst als Pfarrvikar der Pfarreien St. Walter in Roselle (2002–2005) und St. Mary Immaculate in Plainfield (2005–2008) tätig, bevor er Pfarrer der Pfarreien Our Lady of Lourdes in Gibson City, St. George in Melvin und Immaculate Conception in Roberts wurde. Zudem gehörte er von 2006 bis 2011 dem Priesterrat des Bistums Joliet in Illinois an. Daneben erwarb er 2009 nach weiterführenden Studien an der University of Saint Mary of the Lake mit der Arbeit The diocesan priest: called to be a master at relating with God and relating with God’s people („Der Diözesanpriester: berufen, ein Meister der Beziehung zu Gott und zum Volk Gottes zu sein“) ein Lizenziat im Fach Katholische Theologie. Von 2013 bis 2016 wirkte Spies als Kaplan an der Mother Teresa Catholic Academy in Crete, als Pfarrer der Pfarreien St. Liborius in Steger und St. Mary in Park Forest sowie als Dechant des Dekanats Will County. Anschließend war er am Mundelein Seminary der University of Saint Mary of the Lake für die vortheologischen Studien und die Koordination der Praktika verantwortlich (2016–2024) und leitete das Institute of Priestly Formation (2016–2023). Ab dem 1. Juli 2024 war Spies Bischofsvikar für den Klerus. Darüber hinaus war er als Leiter von Wochenendseminaren der Bewegung Cursillos de Cristiandad und im Rahmen des Programms Be Healed tätig.
Am 27. September 2024 ernannte ihn Papst Franziskus zum Titularbischof von Cenculiana und zum Weihbischof in Joliet in Illinois. Der Bischof von Joliet in Illinois, Ronald Hicks, spendete ihm am 6. November desselben Jahres in der Kathedrale St. Raymond Nonnatus in Joliet die Bischofsweihe; Mitkonsekratoren waren der emeritierte Erzbischof von Seattle, James Peter Sartain, und der Bischof von Evansville, Joseph Siegel. Sein Wahlspruch I call you friends („Ich nenne euch Freunde“) stammt aus Joh 15,15 .